# 奈良県立奈良高等学校大柳生分校
奈良県立奈良高等学校大柳生分校(ならけんりつ ならこうとうがっこう おおやぎゅうぶんこう)は、かつて奈良県奈良市大柳生町にあった公立高等学校である。

## 概要
- 1949年 奈良高等学校の分校として設置された。昼間定時制課程のみを置いており、1974年3月31日をもって廃校となる。

## 教育課程
- 農業課程
- 家庭課程

## 卒業後の進路
- 卒業後は、ほぼ毎年全員が就職する傾向にあった。進学者は皆無だったようである(但し、1968年3月卒業生で、東大阪短期大学[注 1]に進学した人もいたようである[1]。)